# Una barca in giardino
Una barca in giardino (Slocum et moi) è un film d'animazione del 2024 diretto da Jean-François Laguionie.

## Trama
Francia, dopoguerra (primi anni '50). Nei pressi della Marna, l'undicenne François osserva e poi partecipa nel piccolo giardino di casa alla costruzione, da parte dei suoi genitori ed in particolare di suo padre adottivo, di una barca a vela che sia la replica a grandezza naturale e funzionante di quella attraverso cui il navigatore Joshua Slocum effettuò la prima circumnavigazione in solitario del globo, la Spray. Il ragazzino crescerà come persona mentre la barca verrà sviluppata.

## Produzione
Il regista Laguionie ha concepito l'opera per la prima volta nel 2017, lungo la realizzazione de Il viaggio del principe. Ha dichiarato: «Non avevo mai fatto un film sulla mia infanzia e sapevo che il prossimo film sarebbe stato l’ultimo: lo dovevo a mio padre e a mia madre».

## Colonna sonora
La musica del film è stata eseguita dall'Orchestre symphonique de Bretagne.

## Distribuzione
L'anteprima mondiale del film è avvenuta al Festival di Cannes 2024, nella sezione Cinéma de la Plage. L'opera è stata poi selezionata al 48º Festival internazionale del film d'animazione di Annecy ed al Locarno Festival 2024.
Il film è stato distribuito nelle sale cinematografiche francesi il 29 gennaio 2025.
La data di uscita nelle sale italiane è stata il 13 febbraio 2025.

## Riconoscimenti
- 2024
  - Festival internazionale del film d'animazione di Annecy
    - candidatura al Cristal per il lungometraggio[6]